# Kamienny Jaz
Kamienny Jaz est une localité polonaise de la gmina mixte de Chojna, située dans le powiat de Gryfino en voïvodie de Poméranie-Occidentale. Elle se situe à environ 32 km au sud de la ville Gryfino et 52 km au sud de la capitale régionale Szczecin.

## Géographie

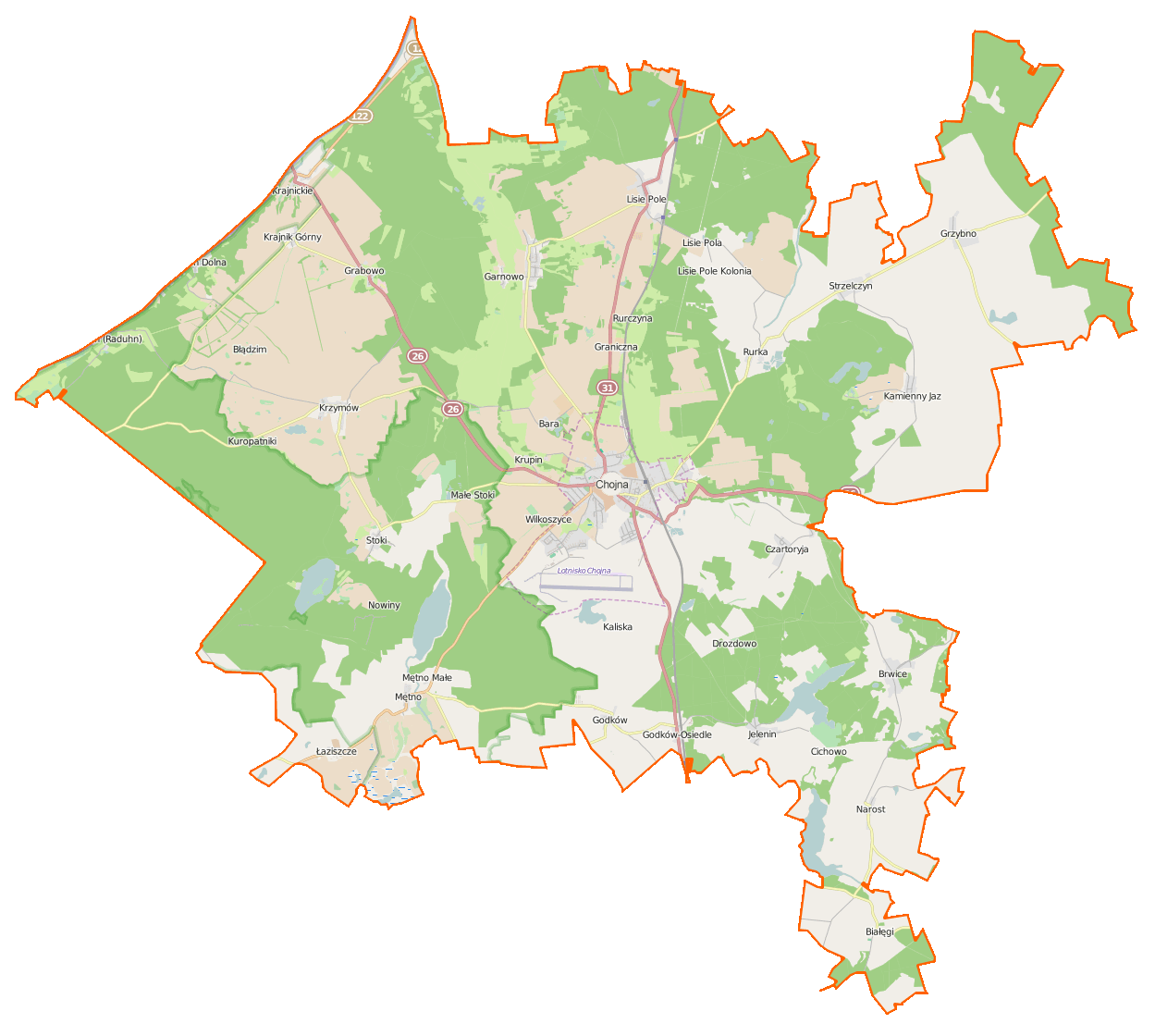
Carte de la gmina de Chojna.

## Histoire
Jusqu'en 1945, Steinwehr fait partie de l'arrondissement de Greifenhagen dans le district de Stettin de la province prussienne de Poméranie.